# آلن گرین
آلن گرین (انگلیسی: Alan Greene; ۲۹ اوت ۱۹۱۱ – ۱۲ مارس ۲۰۰۱) شیرجه‌رو اهل ایالات متحده آمریکا بود.